# کلیسای مسروپ مقدس، رشت
کلیسای مِسروپ مقدس (به ارمنی: Սուրբ Մեսրոպ եկեղեցի) مربوط به اواخر دوره قاجار و اوایل دوره پهلوی است و در میدان شهرداری شهر رشت، ابتدای خیابان سعدی، روبروی استانداری سابق واقع شده و در تاریخ ۷ اسفند ۱۳۸۶ با شمارهٔ ثبت ۲۱۵۲۳ به‌عنوان یکی از آثار ملی ایران به ثبت رسیده است.

## پیشینه
این کلیسا در پی آتش گرفتن کلیسای سابق ارمنیان رشت با نام قدیس مسروب ماشتوتس شناخته می‌شد و در جوار مدرسه آهور دانایان ساخته شد.